# عبد القادر بطبجي
عبد القادر بطوبجي شاعر صوفي جزائري من مواليد في 08 مارس 1871 في حي تجديت الشعبي في مستغانم صاحب أيقونة عبد القادر يابوعلام التي ذاعت صيتها في أرجاء العالم

## حياته
ولد الشاعر في الحي الشعبي تيجديت بمدينة مستغانم أين كانت تابعة لعمالة وهران في الحقبة الإستعمارية والد حمو بنطبجي المشتغل بالتجارة، وكان يبلغ من العمر 39 عامًا آنذاك وووالدته عائشة بن حميداش من عائلة كبيرة ومعروفة في مستغانم. عاش مثل الأطفال في سنه والتحق بالمدرسة القرآنية بذات المدينة من خلال القيام بتعليم تقليدي في تعليم القرآن بتوجيه من أساتذته.
وبمجرد أن يكمل تعليمه الأساسي بنجاح حافظ على علاقات ممتازة مبنية على الاحترام والاعتراف المتبادل مع «المريديين» و «الفقراء» من الإخوان العلوية، ومقرهم في مستغانم. وكذلك مريدي الزاوية التيجانية والرحمانية وغيرها. ركز فيه عبد القادر بن طوبجي، في سن مبكرة جدا، على التعاليم الأولية المستمدة من الغزالي والحلاج وأبو مدين شعيب (سيدي بومدين) ولخضر بنخلوف وبلقاسم بن صابر وعبد القادر الجيلاني.

## شعره
بعد دراسته لعبد القادر الجيلاني القطب الأكبر عند الصوفية اكتشف فيه، شخصية صوفية استثنائية أسرته ولم يتوقف عن تكريمها طوال حياته. كانت جماعة القادرية، التي تأسست في عهد (سلطان الأولياء) منذ حوالي ثمانية قرون، أول جماعة دينية ظهرت في الجزائر. تم تقديمه من قبل الفاطميين في القرن الثاني عشر الميلادي.

## أعماله
عبد القادر يا بو علام ضاق الحال علي
داوي حالي يا بو علام لله روف علي
ضاق الحال علي فنيت خلخل عقلي ورشيت
يا العرج راك سهيت جفيتني غير بلا سية
بلا سية حفيت راك نسيتني وإلا جفيت
أنت مذكور تغيث من حصل في ذيك وذي
ينده بك المغبون يا قويدر قرة العيون
في البادية والمدون طاعت لك كل ثنية
طاعت لك كل بلاد ملوك ووزرا وقياد
أنت رايس الإعقاد يا الفحل ولد السنية
يا سلطان الصلاح يا قويدر ممو الإلماح
أنا جيتك نواح لا تخيب دعاء ليا
في هذا التوسل نقصد البغدادي جلول
مول السر المكمول لفحل سلطان الأولياء
أول ما نقصد الفحل جلول الواكد
من بحره نورد كيف ما شربوا أهل النية
بمقامته نبدأ نحشم رواحن الوكدة
هما ساس العمدة أهل الأسرار الخفية
وين مول الصفاح فيه قلب الشايق يرتاح
يبرا من كل الجراح والهموم وكل بلية
وين مول الناظور المقام اللي هو مشهور
تما توجد قدور فيه كل الصباح وعشية
وين مول الدومة فيه حويطة معلومة
دايم فيه مقيمة الخديم والروحانية
وين مول المعزة قاصده ما ينظر لزة
عمره ما يستهزا يدير للمغبون مزية
وين مول العودة رواحنه دايم مجتهدة
من راح ليهم ادا اللي طلب نال الكمية
وين مول التراس دايم روحاني عساس
ما دفعوا كي قياس ما يدوروا عنده عديا
المقام الكروشة تما ما تبقى لك وحشة
فيها القوة باشا اللي سعدهم عالي العليا
هذي غير مقامات بوعلام رفيع الدرجات
فيهم روحانيات يرتجاوا أصحاب السعية
وين عقيد القوم بوعلام ظريف الخرطوم
راه خديمك مظيوم نرغبك تنيف علي
وين رجال بلادي وين سعيد البوزيدي
و الأربعين سيادي المسمية ربعين شاشية
وين سيدي عبد الله المخمر مول الدولة
وين أصحابه جملة أهل المطمر الكلية
يا سيد أحمد بالحلوش والمزعزع سيدي حمادوش
وين سيدي خرشوش وين أولاد العجمية
وين سيدي السايح صاحب البرهان الناصح
يرفد من هو طايح قبته تزار خفية
وين سيدي بوعجاج المخمر رايس الإنتاج
بحره دافق بأمواج من الأسرار الإلهية
وين يحيى الوكاد من فنى عمره في الجهاد
عجامي من الجواد من إسطنبول حقيقية
ناس العرصة نقصد في أولاد جماعة نسعد
القايد محمد ثمة نحكي له ما بيا
نقصد سيدي عثمان الفحل غياث اللهفان
مول السر والبرهان صاحب الحكمة الألفية
الرجال الصيادة أهل المغاير والعبادة
قاصدكم في شدة دخيل لكم حنوا فيا
وين أهل المنور والجبل والكاف الأصفر
وين أهل القناطر كلهم والي وولية
وين رجال يناره سهاوا راهم ما يفتكروا
وين الشايع خبره بو قبرين حرير الأولياء
أهل الشلف والظهرة كل منهم رجل وأمرة
وين أهل البصيرة والخصلة الربانية
وين لخلوفي لكحل وين ربيع البطل الكامل
عفيف المتأصل من أولاد الهاشمية
وين رجال الواد كلهم سياح وعباد
سيد اعمر الوكاد المزعزع بن مغنية
وين مخبل الشعور المسلك منه ميسور
مول السر المشهور المخنت حمو خويا
وين سيدي الزواوي وأهل جبل الديس القاوي
للعبادة مروي فيه صلاح الجمعية
وين القطب المحبوب
المخمر سيدي المجدوب
ساكن بحر الموهوب مول المغارة المخفية
وين سيدي لحسن الشريف التقي المحسن
قندوزك تمحن العفو يا زين النية
وين مول النخلة الشريف ظريف الحلة
سلكنا من الحصلة ولا تشفي فينا عديا
وين سيدي واضح المخمر نور اللامح
خلاني نتقروح ما علم أش اللي بيا
وين سيدي بن مصابيح من حفظ تأويل التسبيح
من قصده ليس يجيح يبشر بحاجته مقضية
وين سيدي بن هجي وين وين اصحابه الربعين
أهل التقوى والدين أهل الفروض والسنية
وين سيدي معزوز المسمي بالنصر والفوز
سلاك اللي محيوز من الحبل والعناقية
وين سيدي معمر والفحل سيدي بن صابر
شباب اللي باير يا عمارة كل ثنية
الدايج المذكور والفحل سيدي بن دردور
هو شيخ مذكور من حفظ تأويل الاية
وين لالة شريفة ولالة خدومة الغدفة
الياقوتة الموصوفة وفين المزغرانية
بن تازي سيد أحمد والمقدم خوه الواكد
سلسلة من جد لجد طريفتهم رحمانية
فين سيدي بن زعيم من خفى سره بالتسليم
هو رايس المقاديم في الطريق الجيلانية
وين سيدي عبد الاله واللي مدفونين معه
خدم ربي وعطاه سعد من قصده بالنية
وين عز الزير السنوسي قطب الابرار
وجه شارق بانوار المسمي حمر اللحية
يا سيدي بن مهون قصدت لك حالي متشطن
عيب انايا ننغبن وانتيا كاين في الدنيا
يا سيدي علال القصوري أنت طبيب وسرك واري
لك المرضى تجري ومنك تنال العافية
وين امام الابدال المخمر سيدي علال
بن محمد يا عنال في حومته عاشر انايا
هو واجب ينلام كان خلاني انا ننظام
و اللي رقبة درغام جاري ما يرى أدايا
يا سيدي الحمادي بالمخمر نور اثمادي
يا زنجار العادي يا الفحل يحيى بن يحيى
وين سيدي المخفي صاحب البرهان الوافي
لك اسندت اكتافي قصدت ليك تنيف علي
وين سيدي جبار صاحب البرهان والاسرار
أنت جاري في الدار ما خفاتك حتى حية
وين سيدي سالم الشريف القطب الاعظم
مول السر القايم روف لي لله يا بويا
يا بن عيسى الهادي نرغبك يا نور اثمادي
اقبل تمجادي لا تشفي فيا عديا
وين سيدي بختي يا الفحل اقبل طلباتي
راك عالم شداتي حكيت لك جميع القصية
وين سيدي يعقوب الشريف الحسن المحبوب
من جا عنده معطوب ما يرى باذن الله حية
وين سيدي بن حواء المزعزع مول التقوى
مول السر والخلوة عنايتي سيد الصوفية
وين سيدي بن خلوف الشريف الحسن المعروف
اقصده يا الملهوف لا تفرط ذا الوصية
وين أهل مزرغان والفحل سلطان احميان
جاب خديمه تعيان سلكه من بر الخزية
بالقاسم بن صابر صاحب البرهان الحاضر
جايب المتيسر المسمي بوعسرية
الحراق الاسد ماله في وعدي راقد
ما جاشي محمد ما علم اش اللي بيا
اه يا سيدي الحراق يا التختنر يا بو مزراق
صدري بالهم اضياق فكني من هاذ البلية
فين سيدي منصور صاحب البرهان المذكور
قاصدهم ليس يبور يبشر بحاجته مقضية
فين سيدي الشارف نرغبك يا دلالي عف
انا راني خايف زورني ولو في الروية
وين سيدي العجال بن ذهيبة واصحاب الحال
فكونا من الاهوال سلكونا من الهاوية
وين أهل واد الخير كلهم منهم شايب وصغير
وين سيد البشير والاجداد مع الذرية
يا سادات الله ارغبوا اللي مرفوع الجاه
يعطف عني ونراه بوعلام حرير الاوليا
طالب عيني تشفاه راه صاعب عني ملقاه
خلاني الا بهواه نرتجاه الصباح وعشية
كان لقيته نسعد ما بقى حالي ما يكسد
من لا كيفه سيد في جميع البرية
يا ساداتي لله خديمكم ديروا له الجاه
لا تهدوني بواه دبروا لله عليا
وقفوا للشاعر لا تخليوه متحير
بطبجي عبد القادر قاصد سيادي جمعية
نختم قولي بالتمام بالف صلاة والف سلام
دايم طول الدوام على احمد خاتم الانبياء
عبد القادر يا بو علام ضاق الحال عليا

## تأثيره
أثر الشاعر عبد القادر في العديد من المغنيين على غرار الشيخة الريمتي والشابة نورية والشاب ميمون ولعل رائعة 1 2 3 سولاي المقامة بفرنسا نشرتها على مختلف أصقاع المعمورة وترجمت إلى العديد من لغات العالم